# Пнювек (Павловіце)
Гірничий спортивний клуб «Пнювек 74» Павловіце (пол. Górniczy Klub Sportowy Pniówek 74 Pawłowice Śląskie) — польський футбольний клуб з Павловіц, заснований у 1974 році. Виступає у Третій лізі. Домашні матчі приймає на Міському стадіоні, місткістю 1 000 глядачів.